# Île-d'Aix
Île-d'Aix là một đảo nhỏ ở Đại Tây Dương, gần bờ biển phía tây nước Pháp. Đây cũng là một xã ở tỉnh Charente-Maritime thuộc vùng Nouvelle-Aquitaine tây nam nước Pháp.